# Костянтинівка (Берестинський район)
Костянти́нівка — село в Україні, у Берестинському районі Харківської області. Населення становить 472 осіб. Орган місцевого самоврядування — Новочернещинська сільська рада.
Після ліквідації Сахновщинського району 19 липня 2020 року село увійшло до Красноградського (Берестинського) району.

## Географія
Село Костянтинівка знаходиться на лівому березі річки Багата, вище за течією на відстані 3,5 км розташоване село Загаркушине, нижче за течією на відстані 2 км розташоване село Нова Чернещина.

## Походження назви
В селі жив поміщик Костянтин Стрюків, тому село іноді називали Стрюківка.

## Історія
1850 — дата заснування.
Під час організованого радянською владою Голодомору 1932—1933 років померло щонайменше 33 жителі села.

## Економіка
- ДП Агрофірма «Вікторія» II відділення.
- ТОВ ім. Чапаєва.